# Liste der Baudenkmäler in Emmering (Landkreis Ebersberg)

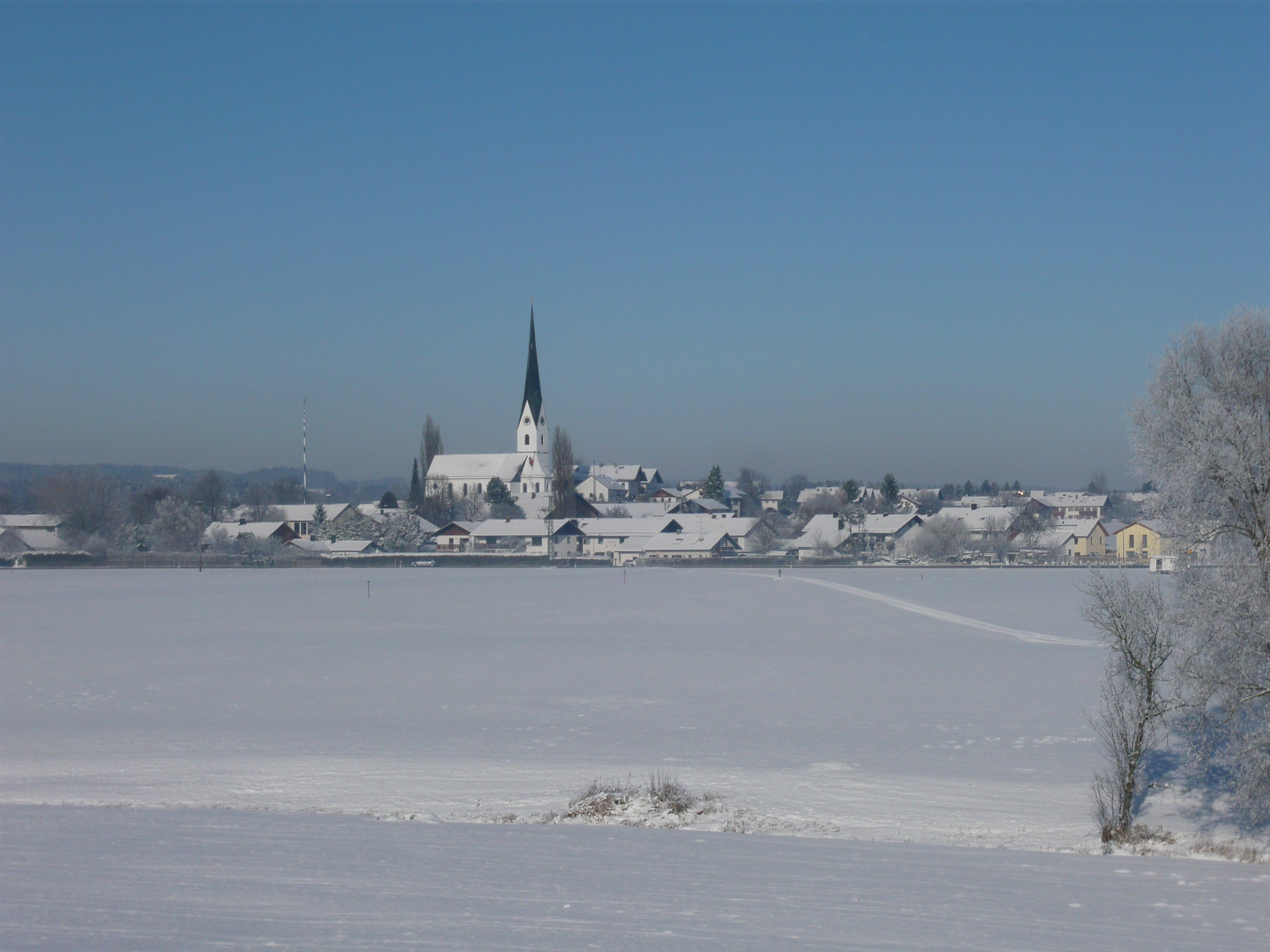
Blick auf Emmering im Winter

Auf dieser Seite sind die Baudenkmäler in der oberbayerischen Gemeinde Emmering zusammengestellt. Diese Tabelle ist eine Teilliste der Liste der Baudenkmäler in Bayern. Grundlage ist die Bayerische Denkmalliste, die auf Basis des Bayerischen Denkmalschutzgesetzes vom 1. Oktober 1973 erstmals erstellt wurde und seither durch das Bayerische Landesamt für Denkmalpflege geführt wird. Die folgenden Angaben ersetzen nicht die rechtsverbindliche Auskunft der Denkmalschutzbehörde.

## Baudenkmäler nach Ortsteilen

### Emmering
| Lage                    | Objekt                                 | Beschreibung | Akten-Nr.             | Bild           |
| ----------------------- | -------------------------------------- | --- | --------------------- | -------------- |
| Kirchenweg 5 (Standort) | Katholische Pfarrkirche St. Pankratius | Saalbau mit schwach eingezogenem Chor, angefügter zweigeschossigen Sakristei und nördlichem Flankenturm, Anfang 15. Jahrhundert, barockisiert um 1730, Rhombendach des Turms dendrochronologisch datiert 1531/32; mit Ausstattung | D-1-75-136-1 Wikidata | weitere Bilder |

### Angelsbruck
| Lage                          | Objekt      | Beschreibung                                              | Akten-Nr.             | Bild           |
| ----------------------------- | ----------- | --------------------------------------------------------- | --------------------- | -------------- |
| Angelsbrucker Feld (Standort) | Feldkapelle | kleine verputzte Nischenanlage, 2. Hälfte 19. Jahrhundert | D-1-75-136-4 Wikidata | weitere Bilder |

### Anger
| Lage                          | Objekt               | Beschreibung | Akten-Nr.             | Bild                 |
| ----------------------------- | -------------------- | --- | --------------------- | -------------------- |
| Aßlinger Straße 20 (Standort) | Ehemaliger Bauernhof | zweigeschossige Einfirstanlage mit flache Satteldach, verschaltem Giebel und Bundwerk am Wirtschaftsteil, 2. Viertel 19. Jahrhundert | D-1-75-136-2 Wikidata | Ehemaliger Bauernhof |

### Bruckhof
| Lage                      | Objekt                                                   | Beschreibung                                                                                | Akten-Nr.             | Bild                                    |
| ------------------------- | -------------------------------------------------------- | ------------------------------------------------------------------------------------------- | --------------------- | --------------------------------------- |
| Bruckhof 8 (Standort)     | Wohnteil des ehemaligen Wohnstallhauses                  | zweigeschossiger Putzbau mit Krüppelwalmdach und Aufzugsöffnungen, um Mitte 19. Jahrhundert | D-1-75-136-5 Wikidata | Wohnteil des ehemaligen Wohnstallhauses |
| Hofberger Feld (Standort) | Wegkapelle (sogenannte Bichler- bzw. Bruckhofer Kapelle) | offene verputzte Nischenanlage mit Vorbau, 1852; mit Ausstattung                            | D-1-75-136-6 Wikidata | weitere Bilder                          |

### Einholz
| Lage                      | Objekt               | Beschreibung | Akten-Nr.              | Bild           |
| ------------------------- | -------------------- | --- | ---------------------- | -------------- |
| Einholz 6 (Standort)      | Ehemaliger Bauernhof | kleine zweigeschossige Einfirstanlage mit flachem Satteldach und Bundwerk am Wirtschaftsteil, 2. Viertel 19. Jahrhundert | D-1-75-136-8 Wikidata  | weitere Bilder |
| bei Einholz 12 (Standort) | Wegkreuz             | Holz-Korpus mit neugotischem Gehäuse, letztes Viertel 19. Jh.                                                            | D-1-75-136-27 Wikidata | weitere Bilder |

### Esterndorf
| Lage                    | Objekt                                   | Beschreibung                                                             | Akten-Nr.             | Bild           |
| ----------------------- | ---------------------------------------- | ------------------------------------------------------------------------ | --------------------- | -------------- |
| Mühlbergfeld (Standort) | Votivkapelle (sogenannte Irmayerkapelle) | verputzter Einraum mit eingezogenem Polygonalchor, 1899; mit Ausstattung | D-1-75-136-9 Wikidata | weitere Bilder |

### Furth
| Lage               | Objekt                               | Beschreibung                                                    | Akten-Nr.              | Bild                                 |
| ------------------ | ------------------------------------ | --------------------------------------------------------------- | ---------------------- | ------------------------------------ |
| Furth 1 (Standort) | Wohnteil des ehemaligen Bauernhauses | zweigeschossig und verputzt, an der Firstpfette bezeichnet 1810 | D-1-75-136-26 Wikidata | Wohnteil des ehemaligen Bauernhauses |

### Garsbichl
| Lage                   | Objekt                   | Beschreibung                                                                                 | Akten-Nr.              | Bild           |
| ---------------------- | ------------------------ | -------------------------------------------------------------------------------------------- | ---------------------- | -------------- |
| Garsbichl 1 (Standort) | Ehemalige Einfirstanlage | zweigeschossiger Flachsatteldachbau mit Putzgliederung und Bundwerk am Wirtschaftsteil, 1857 | D-1-75-136-10 Wikidata | weitere Bilder |

### Haus
| Lage              | Objekt               | Beschreibung                                                                                                | Akten-Nr.              | Bild           |
| ----------------- | -------------------- | --- | ---------------------- | -------------- |
| Haus 8 (Standort) | Ehemaliger Bauernhof | zweigeschossige Hakenform mit flachem Satteldach, Putzgliederung und Bundwerk am Wirtschaftsteil, nach 1855 | D-1-75-136-11 Wikidata | weitere Bilder |

### Hirschbichl
| Lage                   | Objekt              | Beschreibung | Akten-Nr.              | Bild           |
| ---------------------- | ------------------- | --- | ---------------------- | -------------- |
| Schloßweg 5 (Standort) | Schloss Hirschbichl | dreigeschossiger Putzbau mit steilem Satteldachbau und vier über Eck gestellten Bodenerkern, um 1500, teilweiser Wiederaufbau nach 1648, auf künstlich aufgeschüttetem Hügel | D-1-75-136-12 Wikidata | weitere Bilder |

### Kronau
| Lage                  | Objekt                                       | Beschreibung | Akten-Nr.              | Bild                   |
| --------------------- | -------------------------------------------- | --- | ---------------------- | ---------------------- |
| Kronau 13 (Standort)  | Ehemaliger Bauernhof                         | kleine zweigeschossige Einfirstanlage mit Traufbalkon und Biedermeier-Tür, Wirtschaftsteil mit Bundwerk, 1. Hälfte 19. Jahrhundert | D-1-75-136-17 Wikidata | Ehemaliger Bauernhof   |
| Kronau 15 (Standort)  | Ehemaliger Einfirsthof                       | zweigeschossiger Massivbau mit flachem Satteldach, spätklassizistischer Architekturgliederung und Bundwerk am Wirtschaftsteil, um 1850/60 | D-1-75-136-18 Wikidata | Ehemaliger Einfirsthof |
| Kronau 19 (Standort)  | Katholischer Filialkirche St. Peter und Paul | spätgotischer Saalbau mit polygonalem Chorschluss, angefügter zweigeschossiger Sakristei und nördlichem Flankenturm mit Spitzhelm, Ende 15. Jahrhundert, barock überformt 1795; mit Ausstattung; Friedhofsmauer, Tuffsteinquader, 18. Jahrhundert, nördlicher Verlauf mit Backsteinen 1. Hälfte 20. Jahrhundert | D-1-75-136-14 Wikidata | weitere Bilder         |
| Mitterfeld (Standort) | Wegkapelle                                   | neugotischer Putzbau mit polygonalem Schluss, Ende 19. Jahrhundert | D-1-75-136-19 Wikidata | Wegkapelle             |

### Mühlberg
| Lage               | Objekt                                                      | Beschreibung | Akten-Nr.              | Bild           |
| ------------------ | ----------------------------------------------------------- | --- | ---------------------- | -------------- |
| Einfeld (Standort) | Wegkapelle Hl. Pankratius (sogenannte Esterndorfer Kapelle) | kleiner Putzbau mit geradem Schluss und steilem Satteldach, 1824, auf den Grundmauern der ehemaligen Filialkirche Hl. Franziskus, 16./17. Jahrhundert; mit Ausstattung | D-1-75-136-20 Wikidata | weitere Bilder |

### Ried
| Lage              | Objekt    | Beschreibung | Akten-Nr.              | Bild      |
| ----------------- | --------- | --- | ---------------------- | --------- |
| Ried 1 (Standort) | Bauernhof | Ehemaliger zweigeschossiger Einfirsthof mit flachem Satteldach, giebelseitiger Laube und Bundwerk am Wirtschaftsteil, im Kern 18. Jahrhundert, Veränderungen letztes Viertel 19. Jahrhundert | D-1-75-136-21 Wikidata | Bauernhof |

### Schalldorf
| Lage                             | Objekt                           | Beschreibung | Akten-Nr.              | Bild                             |
| -------------------------------- | -------------------------------- | --- | ---------------------- | -------------------------------- |
| Esterndorfer Straße 5 (Standort) | Wirtschaftsteil des Einfirsthofs | Ständerbau mit Bundwerk, bezeichnet 1841 | D-1-75-136-22 Wikidata | Wirtschaftsteil des Einfirsthofs |
| Mühlweg 1 (Standort)             | Kapelle                          | breiter verputzter Einraum mit dreiseitigem Schluss und massivem Dachreiter, 1853; mit Ausstattung                                                                       | D-1-75-136-25 Wikidata | Kapelle                          |
| Rotter Straße 5 (Standort)       | Ehemaliger Bauernhof             | Einfirstbau mit mittelsteilem Satteldach, Wohnteil zweigeschossig in unverputztem Ziegelmauerwerk, Wirtschaftsteil mit beidseitigem Traufbundwerk, Mitte 19. Jahrhundert | D-1-75-136-23 Wikidata | Ehemaliger Bauernhof             |

## Ehemalige Baudenkmäler
In diesem Abschnitt sind Objekte aufgeführt, die noch existieren und früher einmal in der Denkmalliste eingetragen waren, jetzt aber nicht mehr.
| Lage                                    | Objekt                        | Beschreibung                       | Akten-Nr. | Bild     |
| --------------------------------------- | ----------------------------- | ---------------------------------- | --------- | -------- |
| Emmering Hauptstraße 33 (Standort)      | Bundwerk                      | 2. Viertel 19. Jahrhundert         |           | Bundwerk |
| Einholz ()                              | sogenannte Röllnreiterkapelle | angeblich um 1700; mit Ausstattung |           |          |
| Hofberg Haus Nr. 3 (Standort)           | Bundwerkteile                 | um 1830/50                         |           | BW       |
| Kronau Haus Nr. 10 (Standort)           | Bundwerk                      | 1. Drittel 19. Jahrhundert         |           | BW       |
| Kronau Haus Nr. 12 (Standort)           | Bundwerk                      | 1834                               |           | BW       |
| Schalldorf Sonnenleitenweg 4 (Standort) | Bundwerk                      | Mitte 19. Jahrhundert              |           | BW       |